# یوبارا، اوکایاما
یوبارا، اوکایاما (به لاتین: Yubara, Okayama) یک منطقهٔ مسکونی در ژاپن است که در ناحیه چوگوکو واقع شده‌است. یوبارا ۳٬۳۱۰ نفر جمعیت دارد.

## نگارخانه

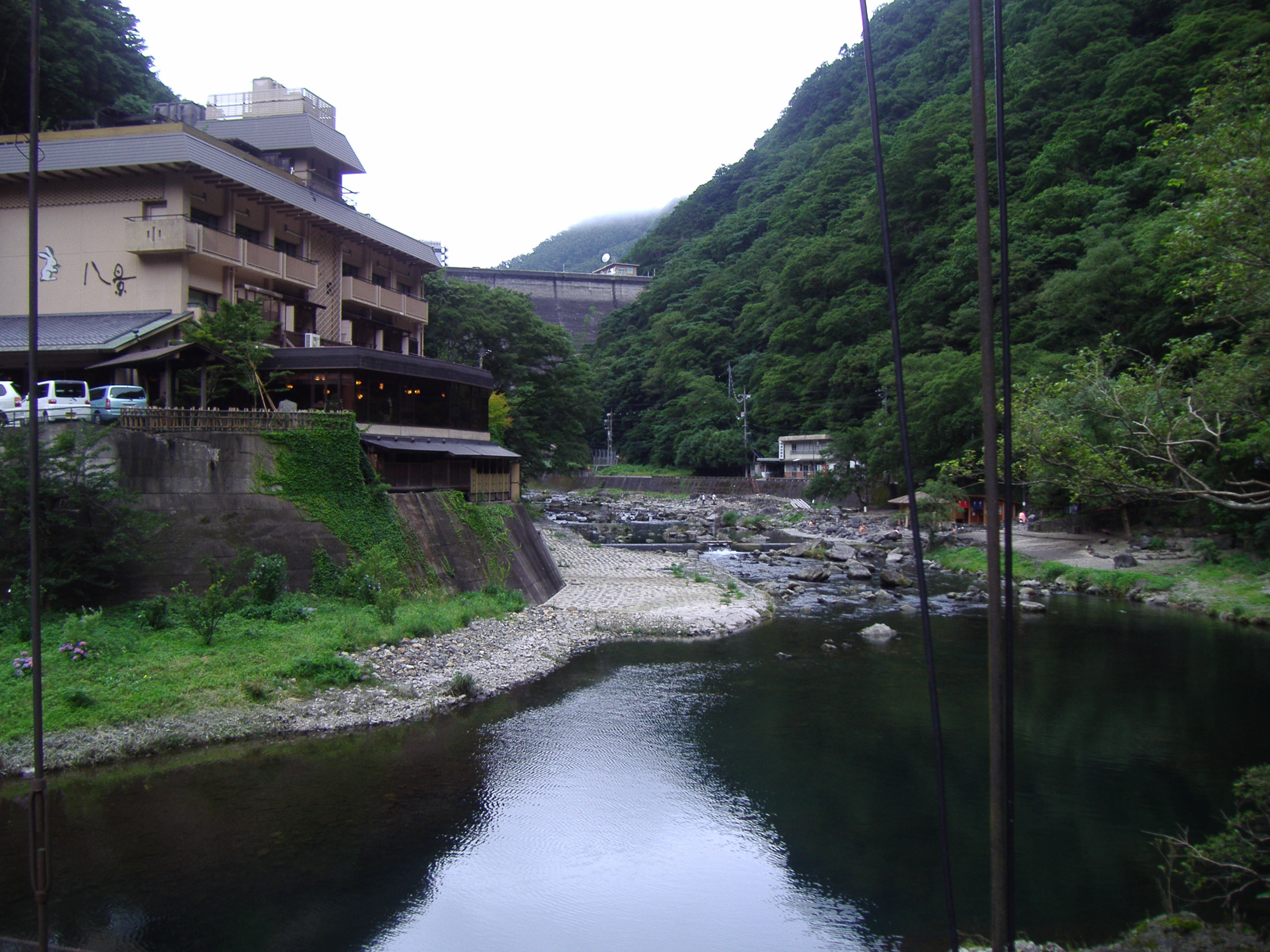
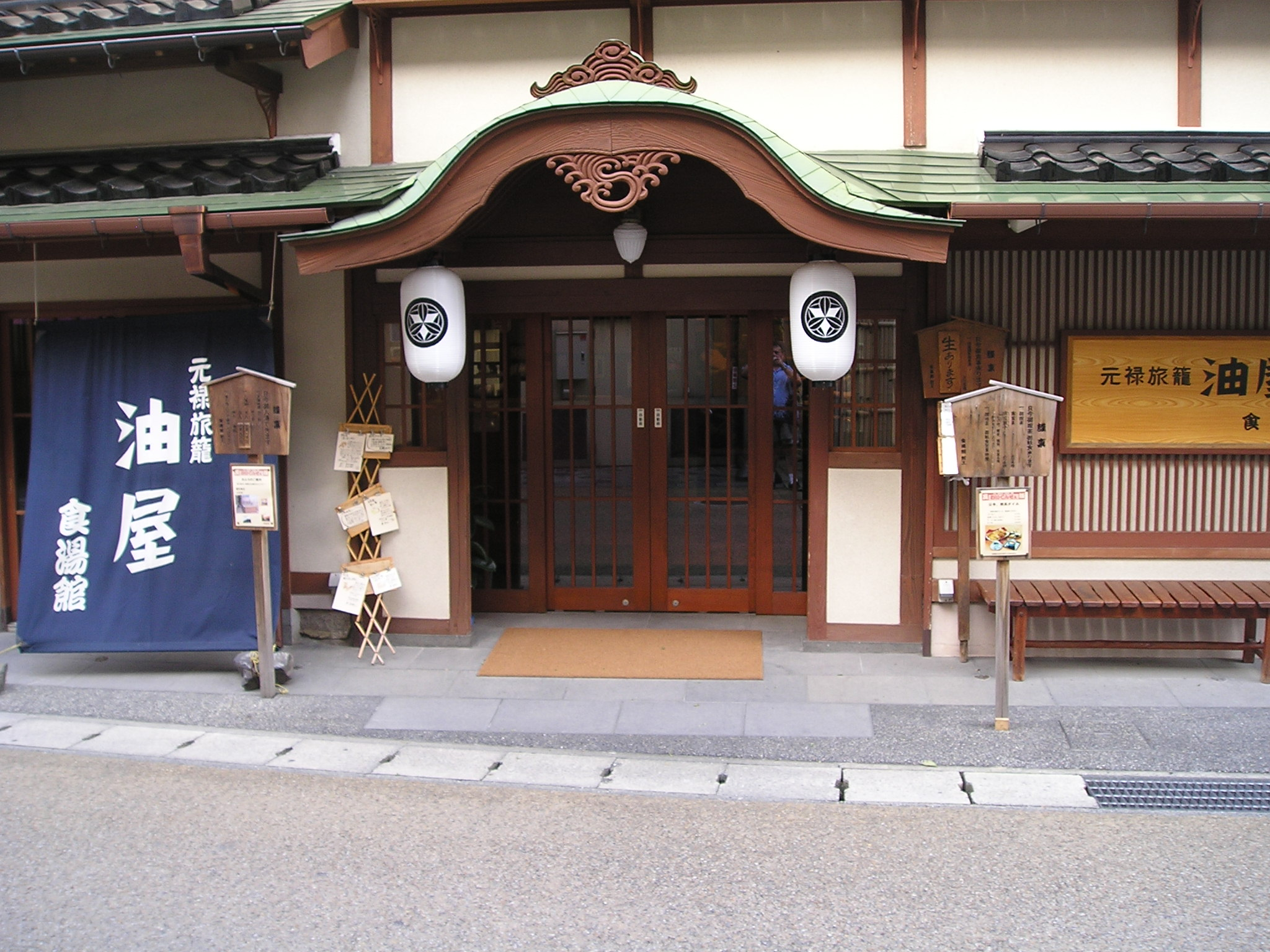